# قلندریه در تاریخ
قلندریّه در تاریخ: دگردیسیهای یک ایدئولوژی کتابی از محمّدرضا شفیعی کدکنی است که در آن جنبش قلندریه مورد تجزیه و تحلیل قرار گرفته‌است.

## ساختار و درون‌مایه کتاب
این کتاب از ۶۷ فصل و سه پیوست تشکیل شده است. شفیعی کدکنی در مقدمهٔ کتاب آورده است که این کار را به توصیهٔ بدیع‌الزمان فروزانفر به دست گرفته و چهل‌ویک سال به دنبال منابع و دیدن نسخه‌های خطی و اسناد مربوط مشغول بوده‌است.
شفیعی کدکنی در کتاب حاضر ضمن بیان خاستگاه جنبش قلندریه به‌ معنای واژهٔ قلندر، قلندریه و تجاوز به تابوها، عناصر ایرانی در آیین قلندر، قلندریه و حکومت‌ها، قلندریه و جستجوی قدرت سیاسی، قلندر در نظر سهروردی و جامی، قلندریه در هند، پیران قلندری، امثال قلندری، چهرهٔ قلندری در آثار سنایی، عراقی و راه قلندر، مکتوبات قلندران و ده‌ها موضوع مشابه دیگر طبق منابع تحقیقی پرداخته‌است.

## وضعیت انتشار
این کتاب در سال ۱۳۸۶ توسط انتشارات سخن منتشر شده‌است و برگزیدهٔ جایزه کتاب فصل شد.